# Площадь Введенского
Пло́щадь Введе́нского — площадь на северо-западе города Фрязино Московской области. Почтовый индекс — 141190.
На площади Введенского в доме 1 расположена Администрация Фрязинского филиала Института радиотехники и электроники им. В. А. Котельникова РАН (ФИРЭ). Этот корпус также выполняет роль проходной в институт.

Мемориальная доска на здании административного корпус Фрязинского филиала Института Радиоэлектроники РАН, пл. Введенского, д.1

Площадь названа в честь одного из основателей Института радиоэлектроники академика Бориса Алексеевича Введенского (1893—1969). На здании имеется мемориальная доска, посвященная академику Б. А. Введенскому.
По почтовому адресу: г. Фрязино, пл. Введенского, д. 1 находится компания НТО «ИРЭ-Полюс».
28 октября 2009 года во Фрязино, в корпусе ФИРЭ по адресу пл. Введенского, д.1 под председательством Президента России Д. А. Медведева состоялось заседание Комиссии по модернизации и технологическому развитию экономики России.
Площадь с юго-запада и северо-запада огибает проезд Введенского.